# Doemdenken
Doemdenken is een sombere manier van denken over de toekomst. De term is door het duo Van Kooten en De Bie bekend geworden.
Aan het einde van de jaren 70 van de 20e eeuw hadden veel Nederlanders een nogal fatalistische visie op de toekomst. Het woord 'doemdenken', dat Van Kooten en De Bie op zondag 2 maart 1980 gebruikten in een van hun televisieprogramma's, werd al snel door velen overgenomen om deze sombere toekomstverwachting mee aan te duiden. Doemdenken kan worden uitgelegd als: denken dat men, of de maatschappij, 'gedoemd' is, dat er niets te redden valt, of dat alles er somber uitziet. Aanleiding voor die somberheid was de angst voor een Derde Wereldoorlog. Van dit neologisme werd ook een woord afgeleid om pessimisten denigrerend of spottend mee aan te duiden ('doemdenkers').
Het woord 'doemdenken' heeft een plaats verworven in veel Nederlandse woordenboeken.
Van Kooten en De Bie zijn niet de eersten die het woord doemdenken hebben gebruikt. Ewoud Sanders schreef in zijn rubriek Woordhoek:"Op 7 juli 1979 komt doemdenken tot driemaal toe voor in een lange ingezonden brief van een zekere Philip Engelen in NRC Handelsblad. Hij gebruikt het onder meer in de zin: ‘Niet toegeven aan dat doemdenken maar creatief bezig zijn […]’ Twee weken later dook het nogmaals op in een ingezonden brief in NRC Handelsblad. Ditmaal tussen aanhalingstekens, om aan te geven dat het een nieuw woord was."
H.J.A. Hofland schreef in 1986 in de vijfde druk van zijn bundel Tegels Lichten: "In het begin van de jaren zeventig is het begrip 'doemdenken' ontstaan".